# شريان جانبي إنسي
شريان جانبي إنسي (بالإنجليزية: Medial collateral artery)‏‏هو شريان يتفرعُ من شريان عضدي عميق.